# Gunda Niemann-Stirnemann
Gunda Niemann-Stirnemann, de naixement Gunda Kleemann i posteriorment Gunda Niemann, (Sondershausen, RDA 1966) és una patinadora de velocitat sobre gel alemanya, ja retirada, que destacà a la dècada del 1990.

## Biografia
Va néixer el 7 de setembre de 1966 a la ciutat de Sondershausen, població situada a l'estat de Turíngia, que en aquells moments formava part de la República Democràtica Alemanya (RDA) i avui en dia forma part d'Alemanya.
El 1991 es casà amb el judoca Detlev Niemann, motiu pel qual es canvià el cognom de Kleeman a Niemann. Després del seu divorci el 1995 conservà el cognom del seu exmarit, afegint l'apèndix Stirnemann el 1997 en casar-se amb el mànager suís Oliver Stiernemann.

## Carrera esportiva
Considerada una de les millors patinadores de velocitat de tots els temps, va participar en els Jocs Olímpics d'Hivern de 1988 realitzats a Calgary (Canadà) on finalitzà setena en la prova dels 1.500 i 5.000 metres en representació de la RDA. En els Jocs Olímpics d'Hivern de 1992 realitzats a Albertville (França), i ja sota representació d'Alemanya, aconseguí guanyar la medalla d'or en les proves de 3.000 i 5.000 metres a més de guanyar la medalla de plata en la prova dels 1.500 metres. En els Jocs Olímpics d'Hivern de 1994 realitzats a Lillehammer (Noruega) aconseguí guanyar la medalla de plata en els 5.000 metres i la medalla de bronze en els 1.500 metres, sent desqualificada per una caiguda en els 3.000 metres. En els Jocs Olímpics d'Hivern de 1998 realitzats a Nagano (Japó) aconseguí guanyà tres medalles: la medalla d'or en la prova dels 3.000 metres i dues medalles de plata en els 1.500 i 5.000 metres.
Al llarg de la seva carrera esportiva aconseguí guanyar tots els Campionat del Món de patinatge de velocitat sobre gel entre els anys 1991 i 1999, exceptuant el de l'any 1994; i vuit vegades el Campionat d'Europa de patinatge de velocitat. Així mateix té el rècord de victòries en la Copa del Món de la disciplina, 98, així com 19 títols de la Copa del Món.

### Rècords del món
Al llarg de la seva carrera establí 18 rècords del món:
| Distància | Temps   | Data                   | Seu            |
| --------- | ------- | ---------------------- | -------------- |
| 3.000 m   | 4:10.80 | 9 de desembre de 1990  | Calgary        |
| 5.000 m   | 7:13.29 | 6 de desembre de 1993  | Hamar          |
| Samalog   | 167.282 | 9 de gener de 1994     | Hamar          |
| 3.000 m   | 4:09.32 | 25 de març de 1994     | Calgary        |
| 5.000 m   | 7:03.26 | 26 de març de 1994     | Calgary        |
| Samalog   | 165.708 | 16 de febrer de 1997   | Nagano         |
| 3.000 m   | 4:07.80 | 7 de desembre de 1997  | Heerenveen     |
| 3.000 m   | 4:05.08 | 14 de març de 1998     | Heerenveen     |
| Samalog   | 163.020 | 15 de març de 1998     | Heerenveen     |
| 3.000 m   | 4:01.67 | 27 de març de 1998     | Calgary        |
| 5.000 m   | 6:58.63 | 28 de març de 1998     | Calgary        |
| 5.000 m   | 6:57.24 | 7 de febrer de 1999    | Hamar          |
| Samalog   | 161.479 | 7 de febrer de 1999    | Hamar          |
| 5.000 m   | 6:56.84 | 16 de gener de 2000    | Hamar          |
| 3.000 m   | 4:00.51 | 30 de gener de 2000    | Calgary        |
| 5.000 m   | 6:55.34 | 25 de novembre de 2000 | Heerenveen     |
| 3.000 m   | 4:00.26 | 17 de febrer de 2001   | Hamar          |
| 5.000 m   | 6:52.44 | 10 de març de 2001     | Salt Lake City |

### Millors marques
| Distància | Temps    | Data                   | Seu            | Rècord del món |
| --------- | -------- | ---------------------- | -------------- | -------------- |
| 500 m     | 40.34    | 6 de febrer de 1999    | Hamar          | 37.55          |
| 1.000 m   | 1:20.57  | 13 de novembre de 2000 | Berlín         | 1:14.61        |
| 1.500 m   | 1:55.62  | 4 de març de 2001      | Calgary        | 1:55.50        |
| 3.000 m   | 4:00.26  | 17 de febrer de 2001   | Hamar          | 4:00.51        |
| 5.000 m   | 6:52.44  | 10 de març de 2001     | Salt Lake City | 6:55.34        |
| 10.000 m  | 14:22.60 | 27 de març de 1994     | Calgary        | cap            |